# Храм Вознесения Господня (Лукьяновка)
Храм Вознесения Господня — утерянный православный храм в селе Лукьяновка Броварского района Киевской области, памятник деревянной архитектуры 2-й половины XIX века.
В 1758 году в деревне была построена первая церковь. На протяжении 1879 года напротив старой была возведена нынешняя церковь. Старая церковь вскоре была разобрана, однако место осталось не застроено до сих пор.
Церковь была закрыта при советской власти в 1930 году. В 1941 году в период немецкой оккупации в церкви были возобновлены богослужения, и с тех пор храм ни разу не закрывался.
Церковь принадлежала Бориспольской епархии УПЦ МП.
25 марта 2022 года после освобождения села Вооружёнными силами Украины от российских войск последние разрушили храм из танка.
Купол и иконы церкви стали экспонатами Национального музея истории Украины во Второй мировой войне.

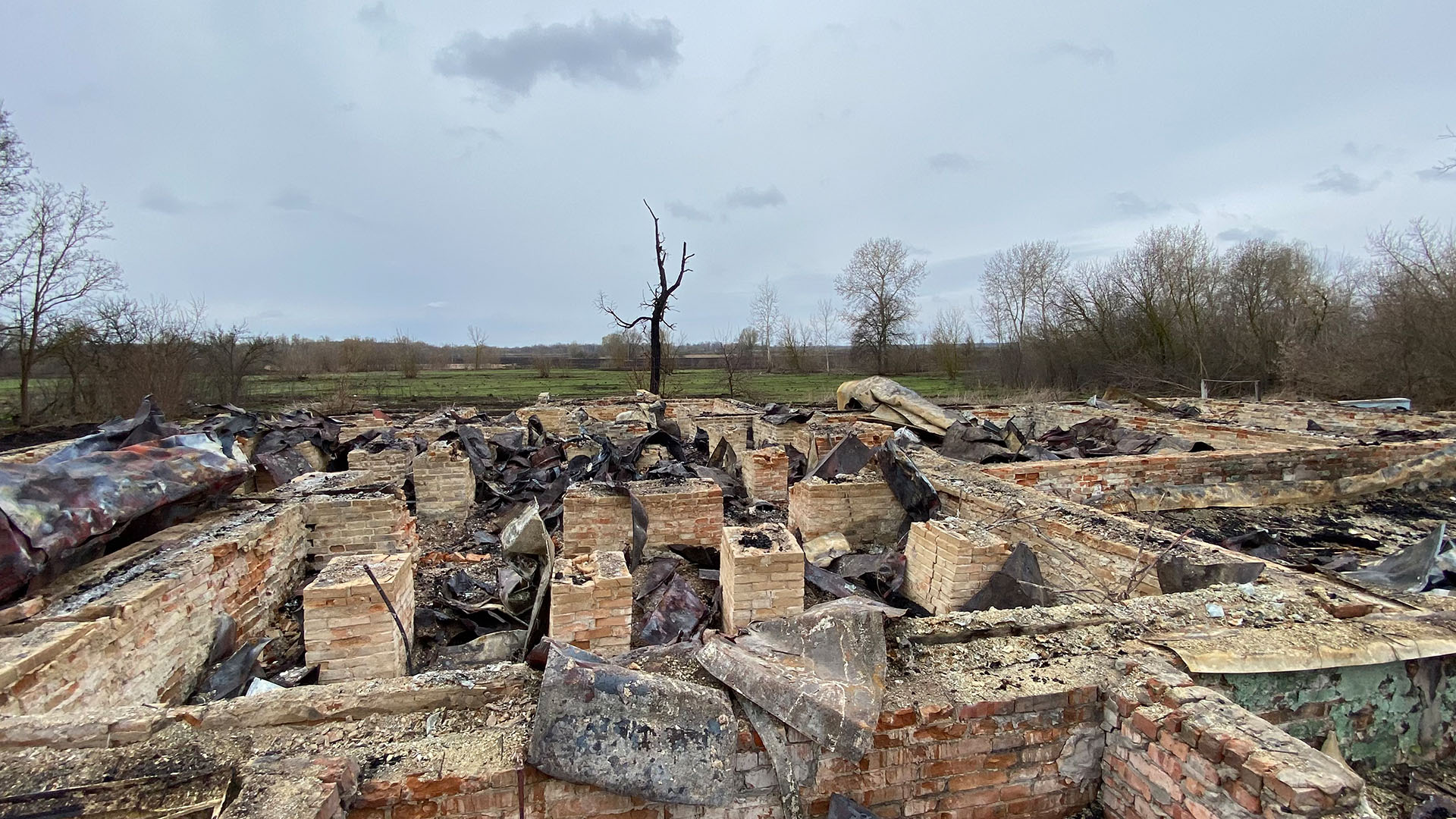
Руины церкви